# Georg Schenck von Tautenburg

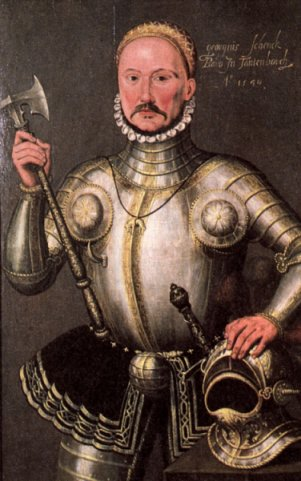
Georg Schenk von Tautenburg (1480–1540)

Georg Schenk von Tautenburg (* 1480 in Windischeschenbach, Oberpfalz; † 2. Februar 1540 in Vollenhove, Niederlande) (niedl: van Toutenburg) wurde vom römisch-deutschen Kaiser Karl V. zum Statthalter von Friesland (Niederlande) ernannt, später auch der Provinzen Overijssel, Drenthe und Groningen. Er war kaiserlicher Heerführer.

## Familie
Die Schenk von Tautenburg gehören dynastisch zu den Schenk von Vargula. Georg Schenk von Tautenburg ist der Sohn von Wilhelm Schenk von Tautenburg (1456–1520) und dessen Frau Kunigunde von Tettau. Auch einige seiner Brüder kämpften in den Niederlanden. Sein Bruder Ernst (1488–1527) starb bei der Belagerung von Hattem. Wilhelm (1491–1531), verheiratet mit Margarethe von Ebersreuth, ging nach Deutschland zurück.

## Leben
Georg Schenk von Tautenburg kam 1496 mit Friedrich von Baden (1458–1517), den neuen Bischof von Utrecht, in die Niederlande und wurde 1502 zum Verwalter von Vollenhove ernannt. Dort baute er die Burg Toutenburg. Er war Unterstützer des Kaisers Karl V. in seinen Bestrebungen, die Hegemonie in den Niederlanden zu erringen. Insbesondere Karl von Egmond, Herzog von Geldern, widersetzte sich dem Kaiser. Von Tautenburg wurde 1520 mit seiner Familie zum Freiherren von Tautenburg erhoben. 1521 wurde er zum Statthalter von Friesland ernannt. 1522 sollte er Coevorden erobern. In Vorbereitung der Aktion eroberte er Hasselt und belagerte die Festung Genemuiden in Overijssel, wo er durch eine Musketenkugel verwundet wurde. Coevorden war inzwischen durch Johan von Selbach für Herzog Karl von Egmond (Geldern) eingenommen worden.
Als er den ehemaligen Kommandanten von Genemuiden Kasper von Merwick mit seinen Truppen verfolgte, wurde er von Karl von Egmond vernichtend geschlagen. Dennoch konnte er sich in seinem Amt halten. Als er im Verlauf des Krieges 1527 die Festung Hattem angriff, fiel sein Bruder Ernst. Für seine Verdienste wurde er 1531 mit dem Orden vom Goldenen Vlies geehrt.
Im April 1535 vernichtete er einen Trupp Täufer bei Oldeklooster in Friesland, zu den Toten dort gehörte auch der Bruder von Menno Simons. Für ihn war das ein Grund, sein Priesteramt aufzugeben. Als im Mai 1536 Meinhart von Hamme – ein Landsknechtsführer von Karl von Egmond – den Ort Dam (= Appingedam) bei Groningen besetzte, beschloss die Stadt Groningen Georg Schenk zu huldigen, was am 8. Juni 1536 geschah. Kurz danach besiegte dieser Hamme bei Westerwolde, der sich dann nach Appingedam zurückzog. Nach einer Belagerung bis zum 17. September ergab sich Hamme im Appingedam. Danach belagerte von Tautenburg im Auftrag des Kaisers Karl V. die Festung Coevorden, die noch im Besitz von Geldern war. November 1536 gab Johan von Selbach, Kastellan von Coevorden und Drost der Provinz Drenthe (1522–1536), nach zweimonatiger Belagerung die Festung auf. Ein ehrenvoller Abzug wurde vereinbart, von Selbach durfte mit seinen Soldaten, allem Material und dem persönlichen Besitz nach Geldern abziehen. So wurde von Tautenburg auch Gouverneur der Provinzen Groningen und Drenthe.
Er starb im Jahre 1540 an den Folgen der Schussverletzung, die er 1522 vor Genemuiden erlitten hatte.

## Familie
Er war in erster Ehe mit Anna de Vos van Steenwijk tot Batinge († 1521) verheiratet.
- Friedrich Schenck von Tautenburg (1503–1580), erster Erzbischof von Utrecht
- Ludwig (1505–1526)
- Maria (1510–1552), Äbtissin in Rhijnsburg

Nach dem Tod seiner ersten Frau heiratete er am 17. November 1526 Johanna von Egmond (1498–1541), Tochter von Graf Johann III. von Egmond.
- Karl (1527–1571)
- Georg (Jurian) (1529–?)
- Johann (1531–?)